# جعبه‌دنده متغیر پیوسته

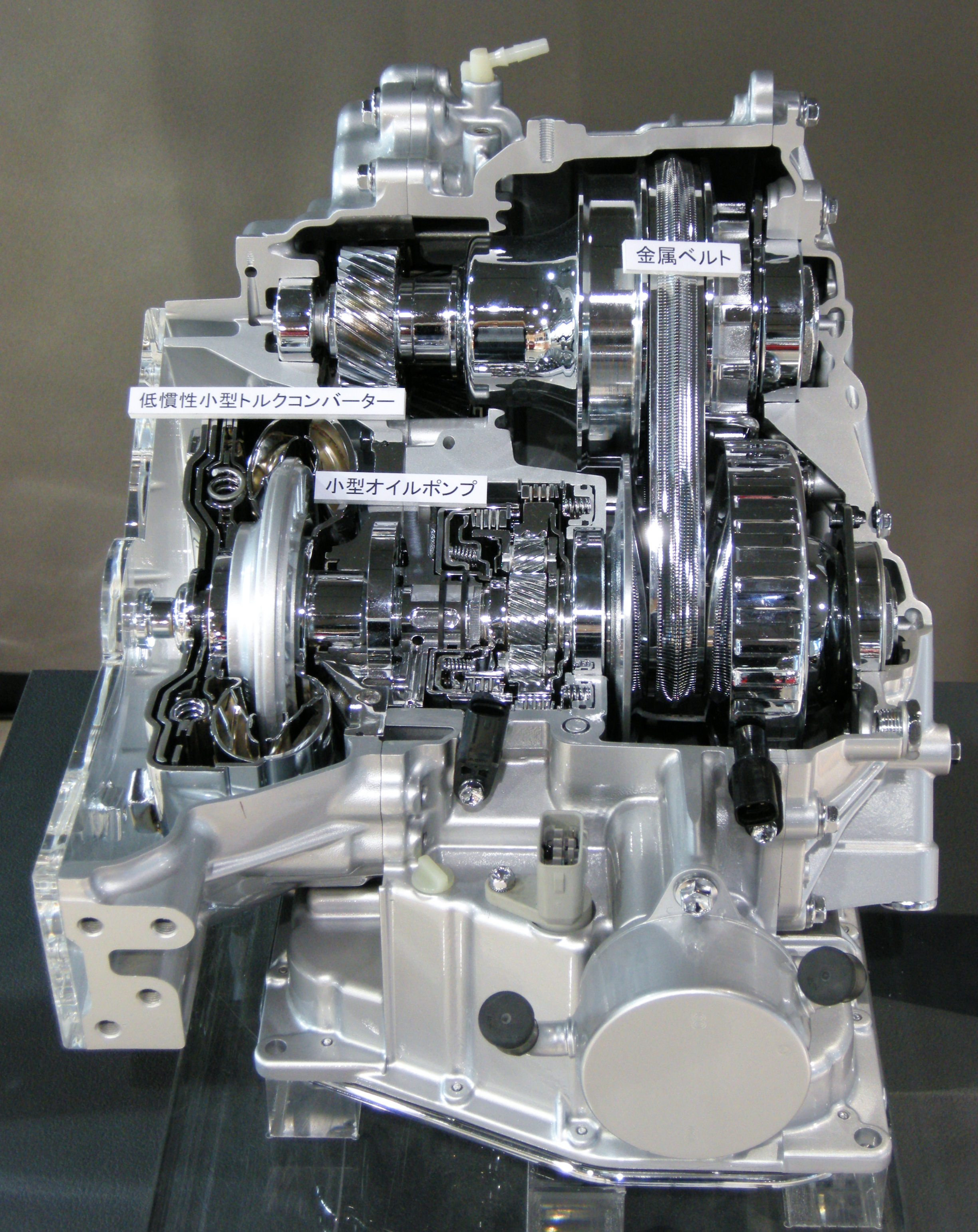
نمونه‌ای از جعبه‌دندهٔ متغیر پیوسته تویوتا

جعبه‌دندهٔ متغیر پیوسته، (به انگلیسی: Continuously Variable Transmission) گونه‌ای از جعبه‌دنده است که در آن روند انتقال قدرت و گشتاور موتور به چرخ‌ها توسط مجموعه‌ای از چرخ‌دنده‌های خورشیدی و سیاره‌ای، همراه با تسمه‌های فولادی، روی دو قرقره انجام می‌گیرد. 
در جعبه‌دندهٔ متغیر پیوسته، از کلاچ تر، یا هیدرولیکی سانتریفیوژ استفاده می‌گردد و امکان دستیابی به نسبت دنده‌های نامحدود، بین مقادیر حداقل و حداکثر وجود دارد.
قابلیت انعطاف این جعبه‌دنده، میزان مصرف سوخت را نسبت به سایر جعبه‌دنده‌ها کاهش می‌دهد و باعث می‌شود که در محدودهٔ گسترده‌ای از سرعت زاویه‌ای خودرو، موتور دارای پربازده‌ترین دور موتور باشد، همچنین عملکرد دور بر دقیقه را نیز در بهینه‌ترین حالت از دور موتور قرار می‌دهد. 